# وسپ (آلبوم)
وسپ (به انگلیسی: ‎W.A.S.P.‎) نام اولین آلبوم استودیویی گروه هوی متال وسپ است که در ۱۷ آگوست ۱۹۸۴ منتشر شد. این آلبوم با ۳ نام مختلف شناخته می‌شود: در روی جلد نسخه‌ای که در قالب صفحهٔ گرامافون منتشر شد عنوان آدمکش‌های بالدار درج شده‌بود. در نسخه‌ای که در قالب نوار کاست منتشر شد در بخش لیست ترانه‌ها، حروف اولین ترانهٔ آلبوم با نام «من می‌خواهم کسی باشم» بولدتر از نام بقیهٔ ترانه‌ها چاپ شده بود و به‌نظر می‌رسید طبق رویهٔ متداول، آلبوم، هم‌نام اولین ترانهٔ آن است. به‌هر روی از این آلبوم معمولاً با نام وسپ یاد می‌شود.
در نسخهٔ نهایی آلبوم، ترانهٔ معروف «جانور (مثل حیوان بکن)» در پی مخالفت ناشر آلبوم، از لیست ترانه‌ها حذف شد. در نتیجه این ترانه پیش از انتشار آلبوم اصلی، به‌صورت یک تک‌آهنگ و تحت نام یک لیبل مستقل نشر موسیقی بریتانیایی، روانهٔ بازار شد. به‌غیر از ۲ ترانهٔ «زجردهنده» و «شعله» که کریس هُلمز در ساخت آن‌ها هم‌کاری داشت، بقیهٔ ترانه‌های آلبوم وسپ را بلکی لاولس به‌تنهایی نوشته‌بود. موفق‌ترین ترانهٔ آلبوم «من می‌خواهم کسی باشم» بود که در رده‌بندی «۱۰۰ ترانهٔ هارد راک برتر تمام دوران» وی‌اچ‌وان هم جایگاه ۸۴ام را به‌خود اختصاص داده‌است.
در سال ۱۹۹۸ آلبوم با تغییراتی در ترکیب آهنگ‌ها دوباره منتشر شد. در این نسخه ترانهٔ «جانور (مثل حیوان بکن)» آغازکنندهٔ آلبوم است و نسخهٔ بازخوانی‌شدهٔ «Paint It Black» -اثر معروف رولینگ استونز- نیز به‌عنوان آخرین قطعه در لیست ترانه‌ها به‌چشم می‌خورد.

## افراد مشارکت‌کننده
- بلکی لاولس: آواز و گیتار باس
- کریس هلمز: لید و ریتم گیتار
- رندی پایپر: لید و ریتم گیتار و هم‌آوایی
- تونی ریچاردز: درامز و هم‌آوایی